# 上海市陶行知纪念馆
上海市陶行知纪念馆（英語：Memorial Hall of Tao Xingzhi in Shanghai）是一个位于上海宝山区的纪念馆。

## 历史
1986年10月18日建成开馆，位于陶行知办公处“山海工学团”，2002年搬迁至上海宝山区武威东路76号大华行知公园内，2016年重新装修布展，占地面积3,820平方米，建筑面积1,910平方米，展厅面积700平方米，共有八个展厅。2003年1月被评为“上海市爱国主义教育基地”。

## 交通
- 上海轨道交通7号线大华三路站

## 营业时间
- 周二至周日：上午八点半至下午四点
- 周一闭馆